# José Ribas
José Ribas, född 1 oktober 1899, var en argentinsk friidrottare. Han deltog vid olympiska sommarspelen 1928 och olympiska sommarspelen 1932.